# بهشت می‌تواند صبر کند (فیلم ۱۹۷۸)
بهشت می‌تواند صبر کند (به انگلیسی: Heaven Can Wait) فیلمی ۱۰۱ دقیقه‌ای به کارگردانی وارن بیتی و باک هنری محصول کشور ایالات متحده آمریکا است.